# Llibre del Coch
Llibre del Coch – XVI-wieczna katalońska książka kucharska autorstwa Roberta de Nola (znanego też jako Rupert de Nola lub Mestre Robert – mistrz Robert); pierwsza katalońska książka kucharska wydana drukiem.
Jej najwcześniejsze znane wydanie pochodzi z Barcelony z 1520 roku i jest napisane w języku katalońskim. Zawarte w niej przepisy pochodzą jednak prawdopodobnie jeszcze z XV wieku (wskazuje na to m.in. fakt, że część z nich uwzględnia wielkopostne restrykcje, które zostały zarzucone na początku lat 90. XV wieku). Ponadto w jej treści występują wpływy włoskie (widać je np. w zakresie słownictwa – niekiedy zamiast słów katalońskich pojawiają się słowa włoskie; być może oryginał powstał w całości w języku włoskim i został dopiero przetłumaczony na kataloński), prowansalskie, dalmatyńskie, francuskie i arabskie.
Tożsamość autora nie jest dokładnie ustalona. W Llibre del Coch jest on jedynie opisany jako kucharz króla Ferdynanda I.  
Llibre del Coch zawierała ok. 200 przepisów. Podzielone są one na te przeznaczone na dni zwykłe i te, które jada się w okresie Wielkiego Postu i w inne dni postne. Duża część (ok. jednej czwartej) przepisów obejmuje dania z ryb i owoców morza (m.in. tuńczyka, ośmiornicy, pstrąga i morszczuka), przyrządzanych w postaci placków lub składników potrawek czy gulaszy, a także pieczonych i gotowanych. Potrawy rybne są często po prostu adaptacjami postnymi dań mięsnych. Ponadto na książkę składają się przepisy na dania mięsne, sosy i owoce. 
Oprócz przepisów książka zawierała także zalecenia kulinarne, dotyczące m.in. przygotowywania mięsa oraz podawania potraw, a także nakrywania stołu.
Książka przeznaczona była dla wyższych warstw społecznych i cieszyła się dużą popularnością – w XVI wieku ukazało się co najmniej 5 wznowień wersji katalońskiej. Ponadto w 1525 roku w Toledo wydano jej przekład na język kastylijski; ta wersja doczekała się przynajmniej 7 wznowień aż do końca stulecia.  